# Béma-Mossi
Pour les articles homonymes, voir Béma (homonymie).
Ne doit pas être confondu avec Béma-Silmi-Mossi.
Béma-Mossi est une commune rurale située dans le département de Kalsaka de la province du Yatenga dans la région Nord au Burkina Faso.

## Géographie
Béma-Mossi se trouve à environ 8 km au sud-ouest du centre de Kalsaka, le chef-lieu du département, à 3 km au sud de Béma-Silmi-Mossi et à 35 km au sud de Séguénéga et de la route nationale 15.
Bien qu'entités administrativement distinctes, Béma-Mossi forme un ensemble avec Béma-Silmi-Mossi.

## Histoire
Béma et les villages alentour ont une origine qui remonte au milieu du XVIIIe siècle avec leurs fondations par les Silmi-mossi, pasteurs semi-nomades d'origine Peul, pour pratiquer l'élevage sédentaire à l'écart des villages Mossi en complément de l'agriculture.

## Économie
L'économie de Béma-Mossi est principalement orientée sur l'agriculture et l'élevage.

## Santé et éducation
Le centre de soins le plus proche de Béma-Mossi est le centre de santé et de promotion sociale (CSPS) de Béma-Silmi-Mossi tandis que le centre médical avec antenne chirurgicale (CMA) de la province se trouve à Séguénéga.